# 香港四徑超級挑戰
香港四徑超級挑戰（英語：Hong Kong Four Trails Ultra Challenge，簡稱：HK4TUC），由居港德國人安德烈·布隆伯格（Andre Blumberg）於2012年創立，是一年一度的超級馬拉松。每年農曆新年大年初一至初三都會有十數位選手接受挑戰，嘗試一次過跑完香港的四條遠足徑，分別為麥理浩徑、衛奕信徑、港島徑和鳳凰徑，全長298（185英里），總爬升達14,500（47,600英尺），終點設於大嶼山梅窩碼頭外的郵筒。歷年來最快的跑手為黃浩聰（2022年：46小時55分）。